# Eerste Kamerverkiezingen 1948
De Eerste Kamerverkiezingen 1948 waren tussentijdse Nederlandse verkiezingen voor de Eerste Kamer der Staten-Generaal. Zij vonden plaats op 8 juli 1948.
De verkiezingen waren noodzakelijk geworden door de ontbinding van de Eerste Kamer, nadat een voorstel tot Grondwetsherziening in eerste lezing door Tweede Kamer en Eerste Kamer aangenomen was. Bij deze verkiezingen kozen de leden van Provinciale Staten - die op 29 mei 1946 bij de Statenverkiezingen gekozen waren - in vier kiesgroepen een geheel nieuwe Eerste Kamer.
De door de leden van Provinciale Staten uitgebrachte stemmen hadden niet alle dezelfde waarde; zij werden gewogen aan de hand van de bevolkingscijfers van de provincies.
De uitslag van de verkiezingen was als volgt:
| Partij                                  | Zetels | Zetels | +/− | Zetelverdeling naar kiesgroep | Zetelverdeling naar kiesgroep | Zetelverdeling naar kiesgroep | Zetelverdeling naar kiesgroep |
| Partij                                  | 1946   | 1948   | +/− | I                             | II                            | III                           | IV                            |
| --------------------------------------- | ------ | ------ | --- | ----------------------------- | ----------------------------- | ----------------------------- | ----------------------------- |
| Katholieke Volkspartij                  | 17     | 17     | 0   | 9                             | 3                             | 2                             | 3                             |
| Partij van de Arbeid                    | 14     | 14     | 0   | 2                             | 4                             | 4                             | 4                             |
| Anti-Revolutionaire Partij              | 7      | 7      | 0   | 1                             | 2                             | 2                             | 2                             |
| Christelijk-Historische Unie            | 5      | 5      | 0   | 1                             | 2                             | 1                             | 1                             |
| Communistische Partij van Nederland     | 4      | 4      | 0   | 0                             | 1                             | 2                             | 1                             |
|                                         |        |        |     |                               |                               |                               |                               |
| Partij van de Vrijheid                  | 3      | -      |     |                               |                               |                               |                               |
| Volkspartij voor Vrijheid en Democratie | -      | 3      |     |                               |                               |                               |                               |
| subtotaal                               | 3      | 3      | 0   | 0                             | 1                             | 1                             | 1                             |
|                                         |        |        |     |                               |                               |                               |                               |
| Totaal                                  | 50     | 50     | 0   | 13                            | 13                            | 12                            | 12                            |

## Gekozenen

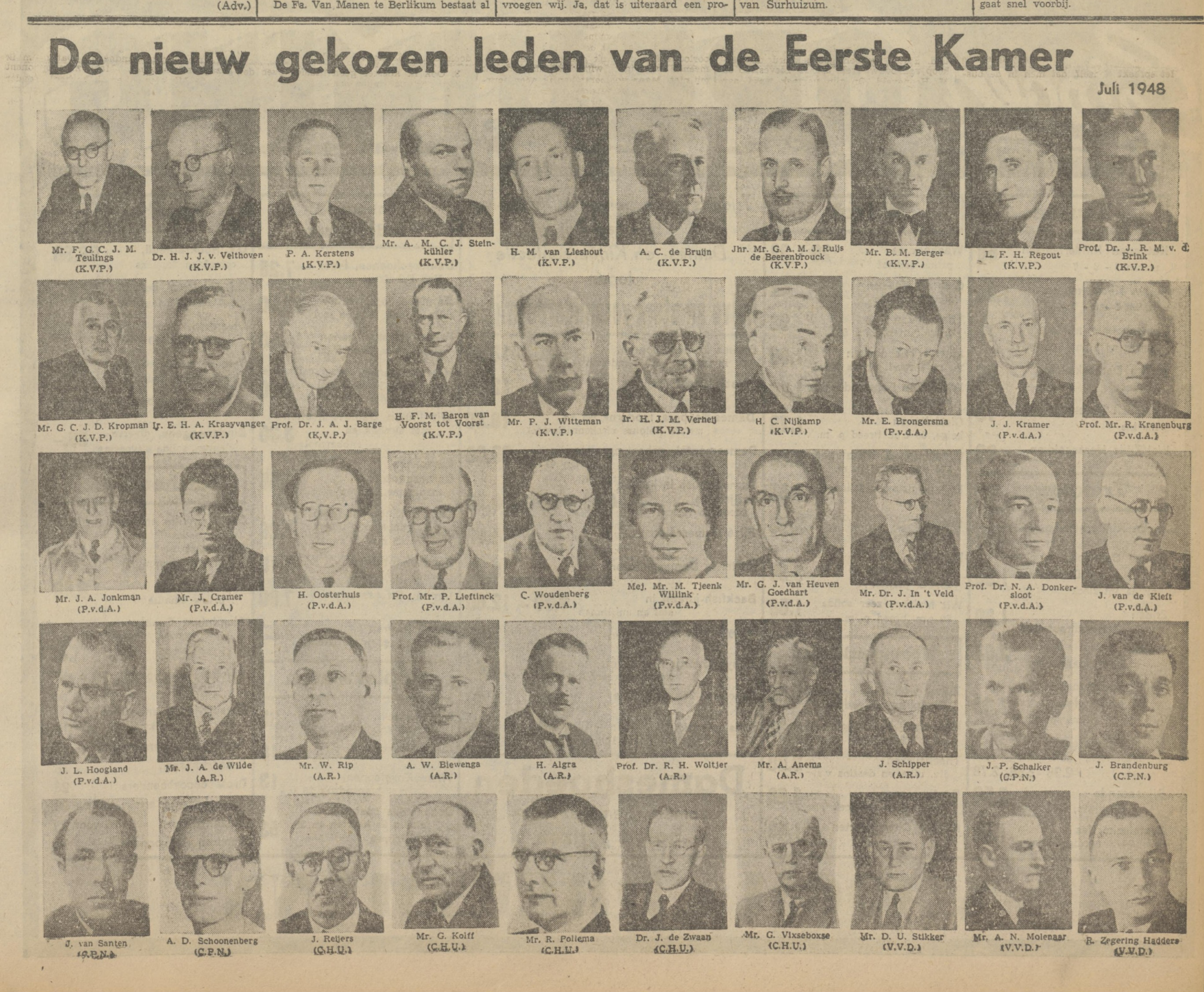

Bij deze verkiezingen waren alle 50 leden aftredend, van wie 38 herkozen werden.
Onderstaand volgen enkele bijzonderheden:
- Arend Biewenga, gekozen op de lijst van de ARP in kiesgroep II, nam zijn benoeming niet aan omdat hij tevens bij de op 7 juli 1948 gehouden verkiezingen tot lid van de Tweede Kamer gekozen was; hij gaf de voorkeur aan dat lidmaatschap. In zijn plaats werd Jetze Tjalma benoemd verklaard;
- Jaap Brandenburg werd gekozen op de lijst van de CPN in de kiesgroepen II, III en IV; hij gaf de voorkeur aan de benoeming in kiesgroep III. In kiesgroep II werd vervolgens Jan Schalker benoemd verklaard, en in kiesgroep IV Fred Schoonenberg;
- Roelof Zegering Hadders, gekozen op de lijst van de VVD in kiesgroep II, nam zijn benoeming niet aan omdat hij tevens bij de op 7 juli 1948 gehouden verkiezingen tot lid van de Tweede Kamer gekozen was; hij gaf de voorkeur aan dat lidmaatschap. In zijn plaats werd Steven Bierema benoemd verklaard.

*1850 · 1853 · 1856 · 1859 · 1862 · 1865 · 1868 · 1871 · 1874 · 1877 · 1880 · 1883 · *1884 · 1887 (I) · *1887 (II) · *1888 · 1890 · 1893 · 1896 · 1899 · 1902 · *1904 · 1907 · 1910 · 1913 · 1916 · *1917 · 1919 · *1922 · *1923 · 1926 · 1929 · 1932 · 1935 · *1937 · *1946 · *1948 · 1951 · *1952 · 1955 · *1956 (I) · *1956 (II) · 1960 · *1963 · 1966 · 1969 · *1971 · 1974 · 1977 · 1980 · *1981 · *1983 · *1986 · 1987 · 1991 · 1995 · 1999 · 2003 · 2007 · 2011 · 2015 · 2019 · 2023

* algemene verkiezingen in verband met vervroegde ontbinding van de Eerste Kamer

vanaf 1987 bedraagt de vaste zittingstermijn van de Eerste Kamer vier jaar